# Tomoki Satō
Tomoki Satō (Fujieda, 8 settembre 1989) è un atleta paralimpico giapponese specializzato nei 400 metri piani e nel mezzofondo e appartenente alla categoria T52.

## Biografia
Nel 2010 contrasse un'infezione che gli causò una mielite, la quale gli causò una tetraplegia moderata. Ha iniziato a praticare l'atletica leggera paralimpica nel 2012 e nel 2015 ha vestito per la prima volta la maglia della nazionale giapponese ai campionati mondiali paralimpici di Doha, dove conquistò la medaglia d'oro nei 400 metri piani T52 e quella di bronzo nei 1500 metri piani T52.
Nel 2016 ha partecipato ai Giochi paralimpici di Rio de Janeiro, che lo videro portare a casa due medaglie d'argento nei 400 e nei 1500 metri piani T52. Ai mondiali paralimpici di Londra 2017 si è diplomato campione del mondo paralimpico nei 400 e 1500 metri piani T52, registrando in entrambe le specialità il record dei campionaiti.
Nel 2018 è stato medaglia d'oro nei 400 e 800 metri piani T52 ai Giochi para-asiatici di Giacarta, mentre nel 2019 ha partecipato ai mondiali paralimpici di Dubai, dove ha trionfato nei 400 e nei 1500 metri piani T52.
Nel 2021 ha preso parte ai Giochi paralimpici di Tokyo, dove ha conquistato la medaglia d'oro e il record paralimpico sia nei 400 che nei 1500 metri piani T52.

## Palmarès
| Anno | Manifestazione       | Sede           | Evento             | Risultato | Prestazione | Note                  |
| ---- | -------------------- | -------------- | ------------------ | --------- | ----------- | --------------------- |
| 2015 | Mondiali paralimpici | Doha           | 400 m piani T52    | Oro       | 1'00"91     |                       |
| 2015 | Mondiali paralimpici | Doha           | 1500 m piani T52   | Bronzo    | 3'49"79     |                       |
| 2016 | Giochi paralimpici   | Rio de Janeiro | 400 m piani T52    | Argento   | 58"88       |                       |
| 2016 | Giochi paralimpici   | Rio de Janeiro | 1500 m piani T52   | Argento   | 3'41"70     |                       |
| 2017 | Mondiali paralimpici | Londra         | 400 m piani T52    | Oro       | 56"78       | Record dei campionati |
| 2017 | Mondiali paralimpici | Londra         | 1500 m piani T52   | Oro       | 3'45"89     | Record dei campionati |
| 2018 | Giochi para-asiatici | Giacarta       | 400 m piani T52    | Oro       | 1'01"49     |                       |
| 2018 | Giochi para-asiatici | Giacarta       | 800 m piani T51/52 | Oro       | 2'06"71     | Record dei Giochi     |
| 2019 | Mondiali paralimpici | Dubai          | 400 m piani T52    | Oro       | 59"25       |                       |
| 2019 | Mondiali paralimpici | Dubai          | 1500 m piani T52   | Oro       | 3'39"99     | Record dei campionati |
| 2021 | Giochi paralimpici   | Tokyo          | 400 m piani T52    | Oro       | 55"39       | Record paralimpico    |
| 2021 | Giochi paralimpici   | Tokyo          | 1500 m piani T52   | Oro       | 3'29"13     | Record paralimpico    |
| 2023 | Mondiali paralimpici | Parigi         | 400 m piani T52    | Argento   | 56"41       |                       |
| 2023 | Mondiali paralimpici | Parigi         | 1500 m piani T52   | Oro       | 3'36"22     | Record dei campionati |
| 2024 | Mondiali paralimpici | Kōbe           | 100 m piani T52    | Bronzo    | 17"91       |                       |
| 2024 | Mondiali paralimpici | Kōbe           | 400 m piani T52    | Argento   | 57"98       |                       |
| 2024 | Mondiali paralimpici | Kōbe           | 1500 m piani T52   | Argento   | 3'44"19     |                       |
| 2024 | Giochi paralimpici   | Parigi         | 100 m piani T52    | Bronzo    | 17"44       |                       |
| 2024 | Giochi paralimpici   | Parigi         | 400 m piani T52    | Argento   | 56"26       |                       |